# Botsuana en los Juegos Olímpicos de Barcelona 1992
Botsuana estuvo representada en los Juegos Olímpicos de Barcelona 1992 por un total de 6 deportistas masculinos que compitieron en 2 deportes.
El equipo olímpico botsuano no obtuvo ninguna medalla en estos Juegos.